# Bogomiłci
Bogomiłci (bułg. Богомилци) – wieś w Bułgarii, w obwodzie Razgrad, w gminie Samuił. W 2023 roku liczyła 293 mieszkańców.